# 小行星7610
小行星7610（英語：7610 Sudbury）是一颗围绕太阳公转的小行星。1995年12月3日，丹尼斯·迪希科在米德尔塞克斯县发现了此天体。
这颗小行星的绝对星等为43.73206等。